# マキハラといっしょ
『マキハラといっしょ』は、NHK BSプレミアムにて不定期で放送された音楽番組。槇原敬之がMCを務めた。他のレギュラーは、秀島史香。初回放送は2013年12月27日。

## 内容
槇原敬之が興味を持っている音楽や人物を紹介する。ゲストとして、miwa、さかいゆう、森山直太朗、玉置浩二、松たか子らが出演した。miwaと臼澤みさきが出演した2014年11月18日放送分から放送はされていない。